# Longwy-sur-le-Doubs
Longwy-sur-le-Doubs es una localidad y comuna francesa situada en la región de Franco Condado, departamento de Jura, en el distrito de Dole y cantón de Chemin.

## Demografía
| 527 | 525 | 491 | 490 | 498 | 496 | 17 879 |
| Para los censos de 1962 a 1999 la población legal corresponde a la población sin duplicidades (Fuente: INSEE [Consultar]) |     |     |     |     |     |        |